# Trichophthalma ricardoae
Trichophthalma ricardoae är en tvåvingeart som beskrevs av Robert W. Lichtwardt 1910. Trichophthalma ricardoae ingår i släktet Trichophthalma och familjen Nemestrinidae. Inga underarter finns listade i Catalogue of Life.